# Palazzo Alberini

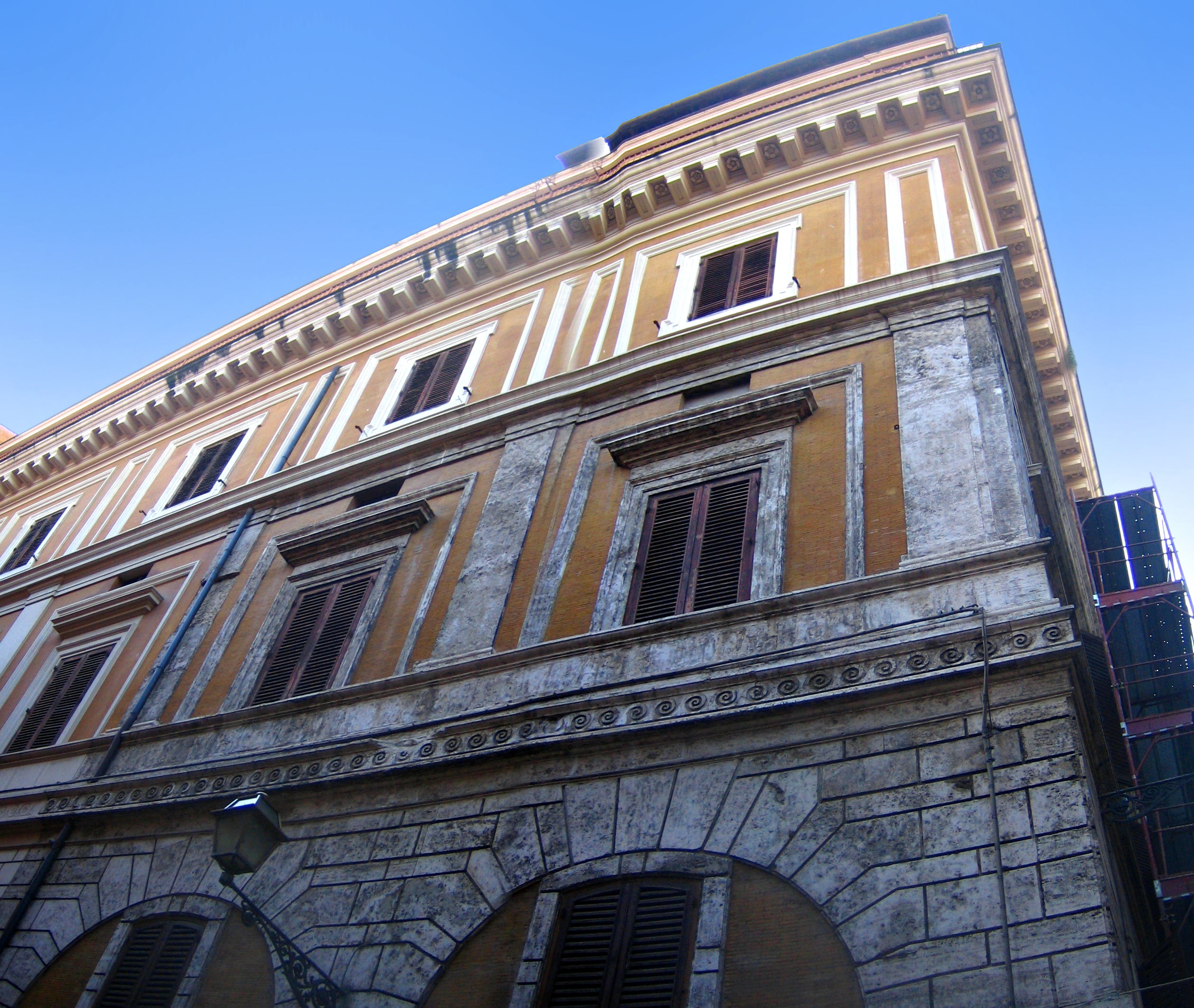
Vista da fachada.

Palazzo Alberini, conhecido mais tarde também como Palazzo Cicciaporci, é um palácio renascentista localizado no número 12 da Via del Banco di Santo Spirito, no rione Ponte de Roma.

## História e descrição
O palácio foi construído por ordem de Giulio Alberini (ou Ilperini), membro de uma família da nobreza municipal romana cuja origem remonta ao século XII, quando seus membros, destacados entre comerciantes e financistas com interesses em diversas regiões da península, começaram assumir os cargos de senador, conservador e prior, entre 1515 e 1519 com base num projeto de Rafael, apesar de Vasari ter afirmado que teria sido Júlio Romano a projetar o palácio. O piso térreo é atribuído a Bramante e provavelmente data de 1512. A construção foi completada em 1521 por Pietro Rosselli.

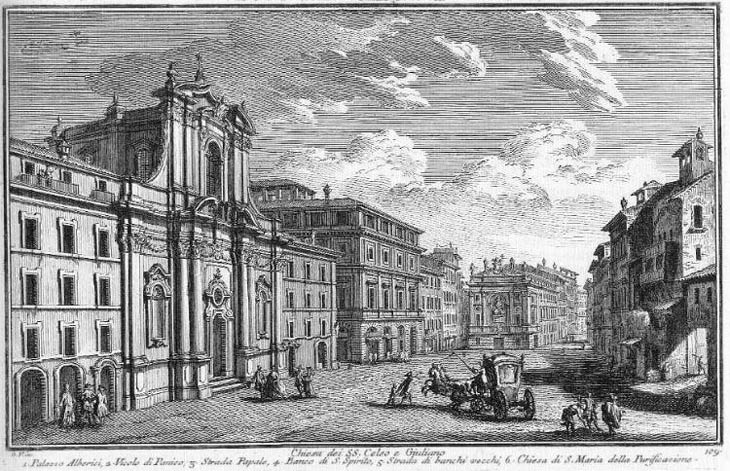
Gravura de Giuseppe Vasi (1756). Em primeiro plano, a igreja de Santi Celso e Giuliano e, ao lado, separado por uma pequena viela, o Palazzo Alberini.

A fachada atual é do século XIX e a visada original pode ser admirada apenas na travessa Vicolo del Curato. O projeto segue o modelo dos palácios civis florentinos e do precedente Palazzo Caprini (1510), de Bramante, no piso inferior e no arremate clássico do beiral.
O piso térreo, ocupado antigamente por lojas, e o mezzanino são revestidos por silhares rusticados com uma grande cornija marcapiano separando o piso nobre. Este, através do uso de molduras duplas nas janelas, se diferencia dos pisos inferior e superior (reservado aos criados) para destacá-lo como a parte principal do edifício. Essa diferenciação se caracteriza ainda por uma ordem reduzida a uma lesena e pelas arquitraves projetadas acima das janelas.  A cornija contínua serve de base sobre a qual se assentam as lesenas e as janelas.
O terceiro piso, menos destacado, tem janelas em molduras retangulares que visivelmente continuam as lesenas do piso inferior até o imponente beiral com mísulas.
Atualmente o edifício é propriedade da empresa UBI Leasing Spa.